# 터커 앨브리지
터커 앨브리지(Tucker Albrizzi, 2000년 2월 25일 ~ )는 미국의 배우이다.

## 출연 작품
- 몬스터 트럭 (2016)
- 트래저 버디즈 (2012)
- 파라노만 (2012)
- 스푸키 버디즈 (2011)
- 앨빈과 슈퍼밴드 3 (2011)
- 바니 버디 (2011)
- 아이 엠 넘버 포 (2011)
- 찰리야 부탁해 시즌1 (2010)
- 빅 타임 러쉬 시즌1 (2009)
- 팀 앤 에릭 오섬 쇼, 그레이트 잡! (2007)
- 더 레이트 레이트 쇼 위드 크레이그 퍼거슨 (2005)